# Chelon
Chelon là một chi cá đối trong họ Mugilidae được tìm thấy trong vùng nước duyên hải, cửa sông và một số con sông tại khu vực Ấn Độ Dương và Thái Bình Dương cũng như đông bắc Đại Tây Dương và Địa Trung Hải.

## Các loài
Hiện tại người ta công nhận 10 loài trong chi này
- Chelon auratus (Risso, 1810) - Cá đối vàng kim. Khu vực phân bố: Đông Đại Tây Dương, Địa Trung Hải, biển Đen.
- Chelon bandialensis (Diouf, 1991) - Cá đối Diassanga. Khu vực phân bố: Đông Trung Đại Tây Dương và vùng nước duyên hải Senegal, Gambia và Guinea Bissau.
- Chelon bispinosus (S. Bowdich, 1825) - Cá đối Cabo Verde. Khu vực phân bố: Đông Trung Đại Tây Dương, đặc hữu Cabo Verde.
- Chelon caeruleus Deef, 2018: Địa Trung Hải (Ai Cập).
- Chelon dumerili (Steindachner, 1870) - Cá đối khía rãnh. Khu vực phân bố: Đông Đại Tây Dương, từ Mauritania tới Nam Phi. Tây Ấn Độ Dương, từ vịnh Delagoa, Mozambique tới vịnh Mossel, Nam Phi.
- Chelon labrosus (A. Risso, 1827) - Cá đối môi dày. Khu vực phân bố: Đông Đại Tây Dương, từ Scandinavia và Iceland về phía nam tới Senegal và Cabo Verde. Cũng có tại Địa Trung Hải và tây nam biển Đen.
- Chelon ramada (Risso, 1827) - Cá đối môi mỏng. Khu vực phân bố: Đông Đại Tây Dương, từ Na Uy về phía nam tới Cabo Verde. Cũng có tại Địa Trung Hải và biển Đen.
- Chelon richardsonii (Smith, 1846) - Cá đối Nam Phi. Khu vực phân bố: Vùng nước duyên hải Nam Phi, từ vịnh Walfish tới Natal.
- Chelon saliens (Risso, 1810) - Cá đối nhấp nhô. Khu vực phân bố: Địa Trung Hải, biển Đen, biển Azov, từ Morocco tới Pháp.
- Chelon tricuspidens (Smith, 1935) - Cá đối sọc. Khu vực phân bố: Vịnh Mossel và cửa sông Kosi ở Nam Phi. Cũng ghi nhận tại Angola và Mozambique.

## Chuyển đi
- Chelon macrolepis (Smith, 1846) = Planiliza macrolepis (Smith, 1846) - Cá đối vảy to[3]. Khu vực phân bố: Ấn Độ Dương-Thái Bình Dương, từ vùng biển phía đông châu Phi, bao gồm cả Madagascar, Seychelles, Rodriguez; về phía bắc tới Sri Lanka và Ấn Độ (trừ biển Đỏ, vịnh Ba Tư và vịnh Bengal), quần đảo Andaman và Nicobar, về phía đông tới Indonesia, Trung Quốc, Philippines, Nhật Bản, quần đảo Marshall và Tuamoto, Melanesia và Polynesia.
- Chelon melinopterus (Valenciennes, 1836) = Planiliza melinoptera (Valenciennes, 1836) - Cá đối bạc, cá đối Otomebora[3]. Khu vực phân bố: Ấn Độ Dương-Thái Bình Dương, từ Đông Phi tới quần đảo Marquesan, về phía bắc tới Philippines và biển Đông, về phía nam tới Tonga và vùng biển nhiệt đới ven Australia.
- Chelon parsia (Hamilton, 1822) = Planiliza parsia (Hamilton, 1822) - Cá đối đốm vàng. Khu vực phân bố: Ấn Độ Dương, tìm thấy dọc theo vùng biển Pakistan, Ấn Độ, Sri Lanka và quần đảo Andaman và Nicobar.
- Chelon planiceps (Valenciennes, 1836) = Planiliza planiceps (Valenciennes, 1836) - Cá đối gành, cá đối xám Tade[3]. Khu vực phân bố: Ấn Độ Dương-Thái Bình Dương, bao gồm biển Đỏ, Socotra tới vùng biển phía tây Ấn Độ, Sri Lanka và mở rộng tới vùng biển phía đông Ấn Độ, Bangladesh, quần đảo Andaman và Nicobar, Malaysia, Trung Quốc, các đảo Mariana và Guam, Philippines, Australia.
- Chelon subviridis (Valenciennes, 1836) = Planiliza subviridis (Valenciennes, 1836) - Cá đối, cá đối đất, cá đối lưng xanh[3]. Khu vực phân bố: Ấn Độ Dương-Thái Bình Dương, bao gồm khu vực từ vịnh Ba Tư và biển Đỏ tới Samoa, về phía bắc tới Nhật Bản. Cũng ghi nhận có tại Natal, Nam Phi.